# Résidence du Premier ministre de Belgique
La Résidence du Premier ministre de Belgique est un hôtel de maître de style néo-classique situé au numéro 1 de la rue Lambermont, à l'angle de cette rue et de la rue Ducale, face au Parc de Bruxelles et à côté du Palais des Académies.
L'immeuble est appelé communément « le Lambermont », de par sa localisation à l'angle de la rue qui porte le nom du baron Auguste Lambermont (1819-1905), Secrétaire général du Ministère des Affaires étrangères qui joua un rôle important dans la création de l'État indépendant du Congo en 1885.

## Historique
L'édifice fait partie de la série de demeures de style néo-classique édifiées face au côté est du Parc de Bruxelles selon un plan d'ensemble attribué à l'architecte français Barnabé Guimard.
Il est construit en 1778-1779 sous la direction de Philippe Carmon pour Pierre-Julien Pruvost, chambellan de Charles Alexandre de Lorraine, gouverneur général des Pays-Bas autrichiens.
L'hôtel de maître est ensuite acquis par le marquis de Trazegnies en 1805 et revendu par ses héritiers à l'État belge en 1860.
Il abrite des services ministériels à partir de 1868, puis la résidence de fonction du ministre du Travail et de l'Industrie à partir de 1897, avant de devenir celle du Premier ministre de Belgique en 1945.

## Fonction
La résidence de fonction du Premier ministre de Belgique ne doit pas être confondue avec le siège officiel du gouvernement belge, qui se trouve au 16, rue de la Loi.
Même si le Lambermont est la résidence officielle du Premier ministre, ce dernier ne loge généralement pas là. Le bâtiment est utilisé comme cabinet ainsi que pour des réunions ministérielles.

## Architecture

### Structure et maçonneries
L'hôtel présente des façades enduites et peintes en blanc, comme la plupart des édifices néo-classiques du quartier.
L'édifice, de plan carré, présente des façades de trois niveaux de cinq travées avec un puissant cordon de pierre séparant le premier étage du rez-de-chaussée et un dernier niveau moins élevé que les deux autres.

### Façade de la rue Lambermont
La façade de la rue Lambermont, très austère, présente pour tout ornement des pilastres latéraux à bossages plats à refends.
Ses fenêtres présentent un simple encadrement rectangulaire en légère saillie sans clé ni décoration.
La façade se prolonge par un mur d'enceinte percé de deux portails à refends surmontés d'un fronton triangulaire.

### Façade de la rue Ducale
La façade de la rue Ducale est nettement plus ornée. Sa travée centrale est cantonnée de pilastres, lisses au rez-de-chaussée et à refends aux étages, et ornée d'un balcon dont la décoration présente une fantaisie et une asymétrie peu fréquentes dans l'architecture néo-classique : les draperies qui ornent le linteau de la fenêtre placée sous le balcon disparaissent dans des trous percés dans le linteau pour ressortir au milieu de la console de gauche alors qu'à droite la draperie entoure la partie haute de la console.
Cette façade présente également une grande variété au niveau des clés qui ornent les linteaux : clés géométriques en forte saillie supportant le cordon de pierre au rez-de-chaussée, clés à feuilles d'acanthe au premier étage, clés géométriques à plus faible relief au deuxième étage, clés à rosace au niveau de la travée centrale.
La façade se termine par une puissante corniche surmontée d'une lucarne percée d'une fenêtre rectangulaire surmontée d'une clé et d'une petite corniche.

### Aile sud
Au sud, le bâtiment est prolongé par une petite aile d'un seul niveau, orientée vers le Palais des Académies.
Cette aile sud est précédée d'une grille gardée par deux lions de pierre portés chacun par un piédestal en pierre de taille dont le tronc est orné d'un cartouche circulaire surmonté d'un ruban.

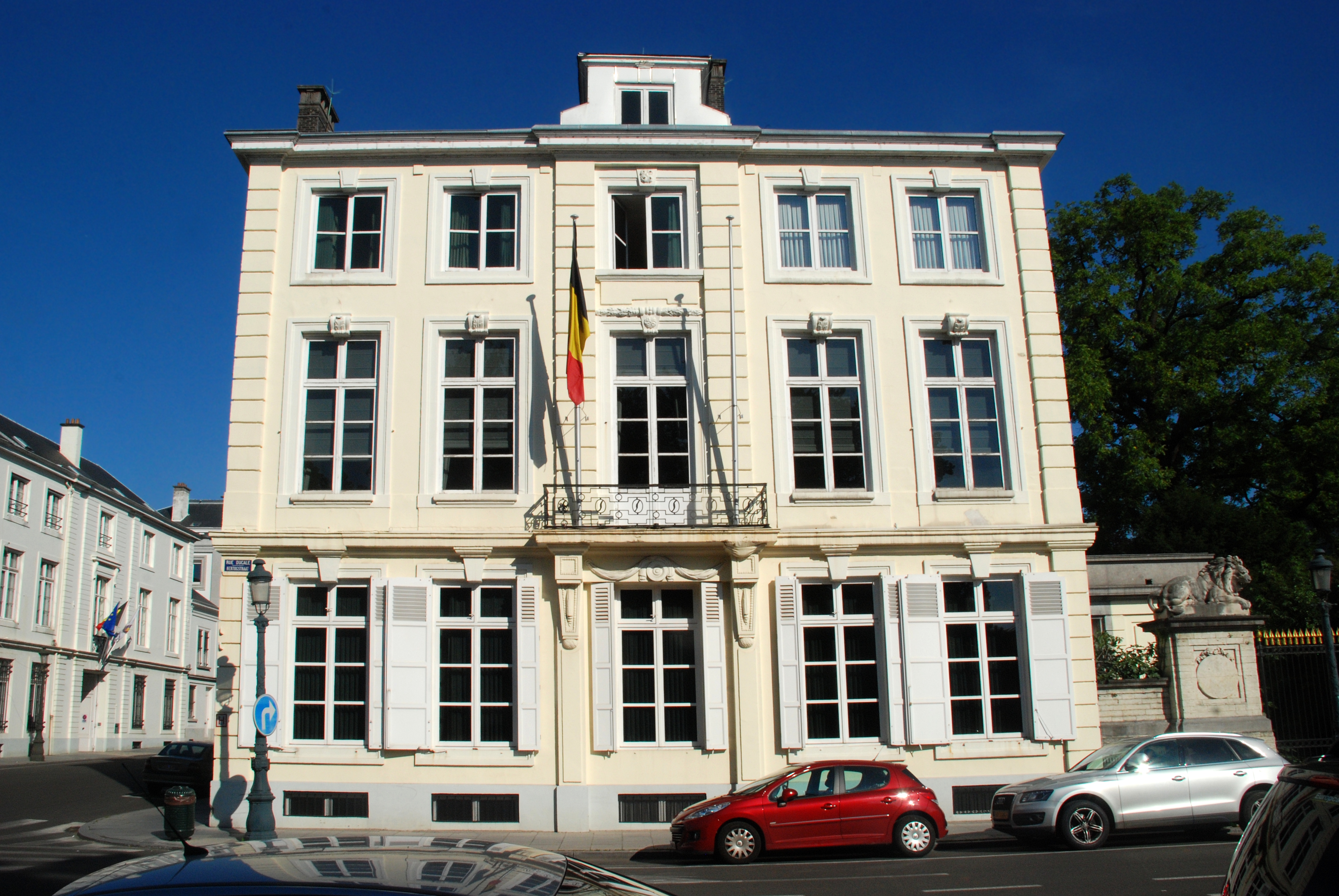
La façade occidentale, face au parc.
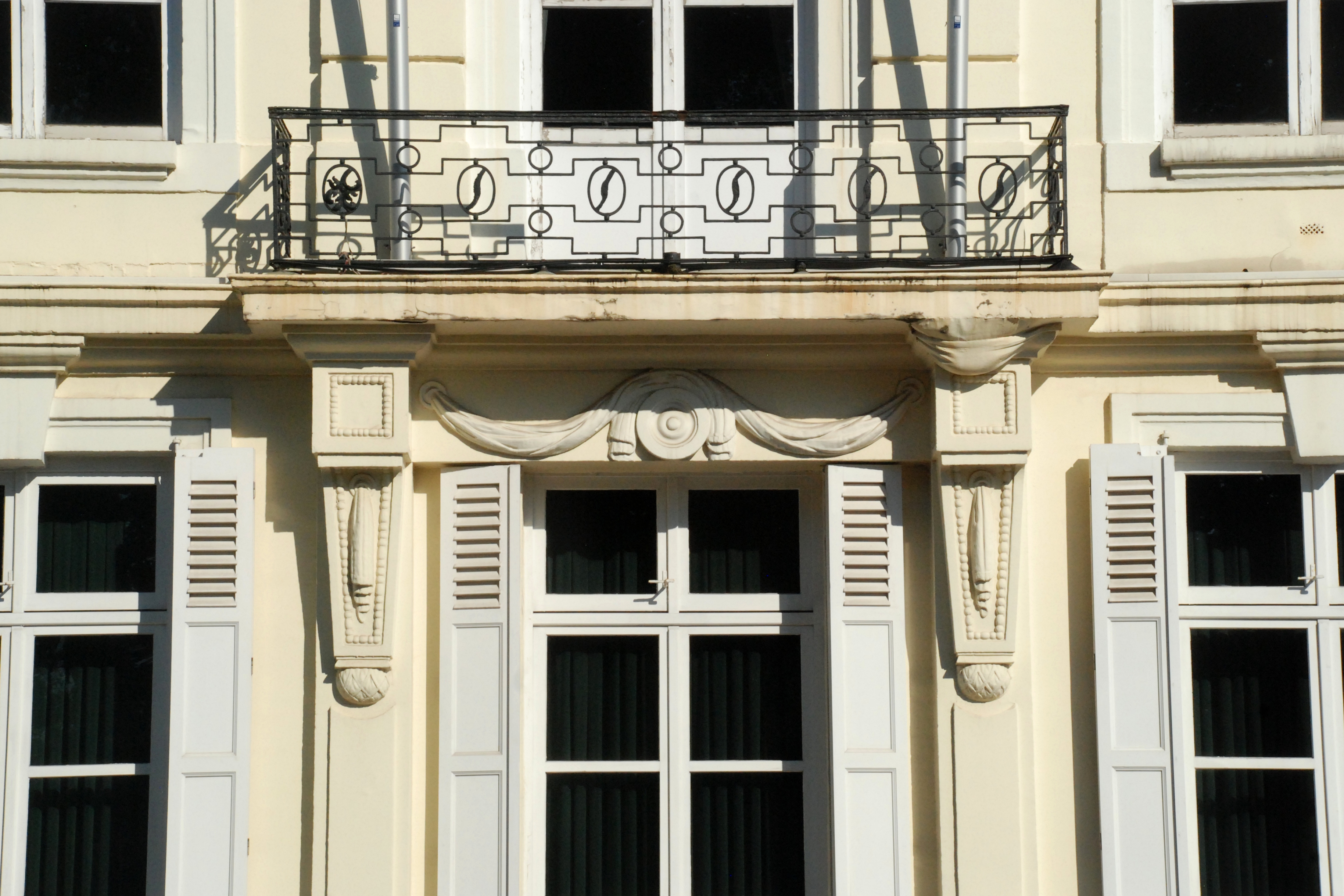
Le balcon.
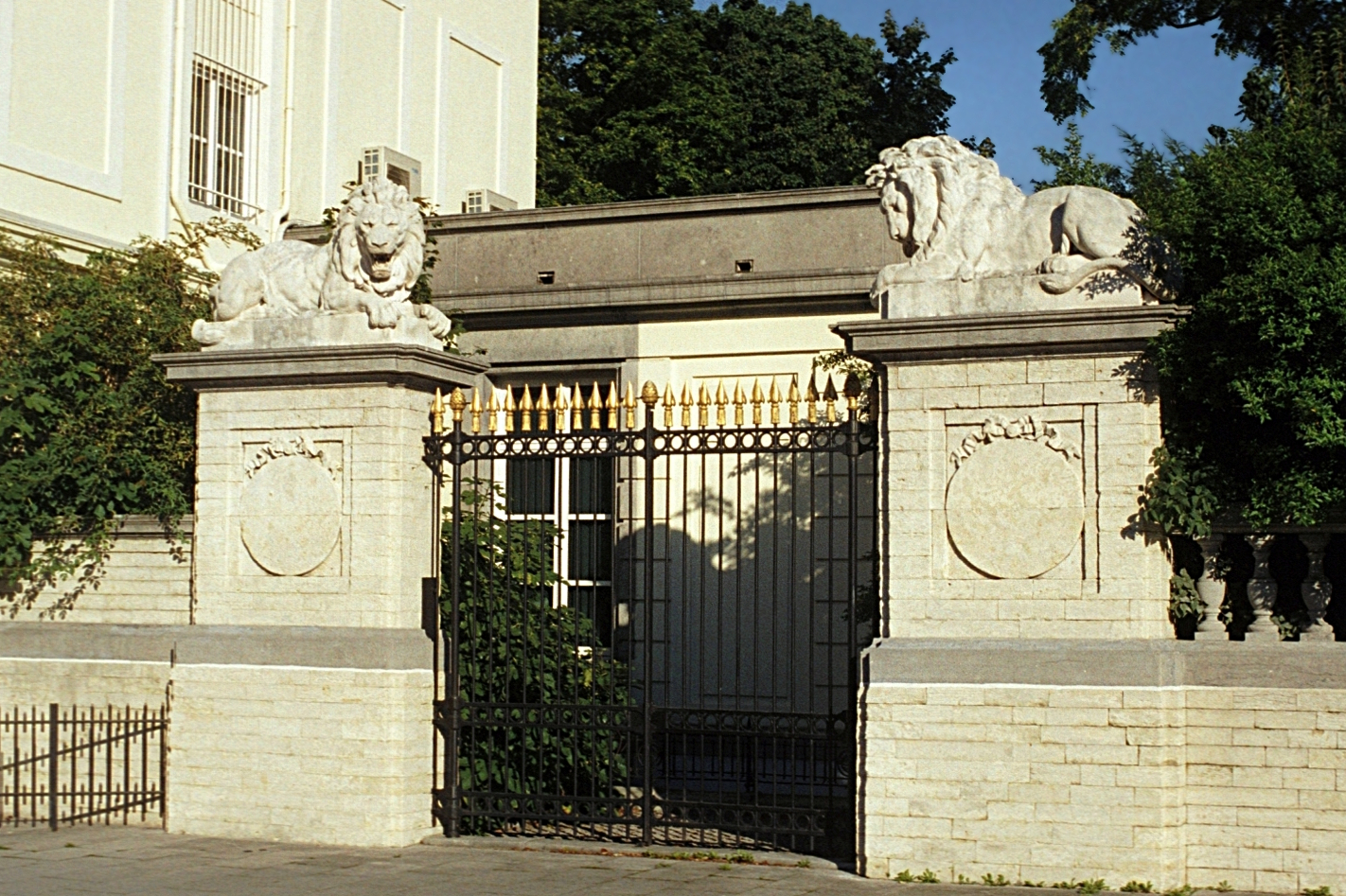
La grille d'entrée de l'aile sud gardée par deux lions de pierre.